# روجر رايموند فيشر
روجر رايموند فيشر (بالإنجليزية: Roger Raymond Fischer)‏ هو سياسي أمريكي، ولد في 1 يونيو 1941 بواشنطن في الولايات المتحدة. حزبياً، نشط في الحزب الجمهوري. وقد انتخب عضو مجلس نواب بنسيلفانيا.